# Kevin Aguilar
Kevin Aguilar (Longview, 7 de setembro de 1988) é um lutador americano de artes marciais mistas, atualmente competindo na divisão dos penas do Ultimate Fighting Championship.

## Carreira no MMA

### Primeiros anos
Aguilar começou sua  carreira profissional no MMA em 2010 e lutou em várias organizações no sul dos Estados Unidos. Ele acumulou um cartel de 15-1, incluindo a conquista do cinturão peso pena do Legacy Fighting Championship, recebendo uma chance no Dana White’s Contender Series.

### Dana White's Contender Series
Aguilar apareceu no reality show Dana White's Contender Series. Ele enfrentou Joey Gomez em 10 de julho de 2018 e venceu a luta por decisão unânime. Mesmo com a vitória, Aguilar não ganhou um contrato pela vitória mas mesmo assim ele foi chamado para enfrentar Rick Glenn no The Ultimate Fighter: Heavy Hitters Finale.

### Ultimate Fighting Championship
Aguilar fez sua estreia no UFC em 30 de novembro de 2018, substituindo o lesionado Arnold Allen, no The Ultimate Fighter: Heavy Hitters Finale contra Rick Glenn. Aguilar venceu a luta por decisão unânime.
Sua próxima luta veio em 30 de março de 2019 no UFC on ESPN: Barboza vs. Gaethje contra Enrique Barzola. Ele venceu por decisão unânime.
Aguilar enfrentou Dan Ige em 22 de junho de 2019 no UFC Fight Night: Moicano vs. Korean Zombie Ele perdeu por decisão unânime.
Aguilar enfrentou Zubaira Tukhugov em 22 de fevereiro de 2020 no UFC Fight Night: Felder vs. Hooker. Ele perdeu por nocaute técnico no primeiro round.

## Cartel no MMA
| Cartel no MMA   |             |            |
| 21 lutas        | 17 vitórias | 4 derrotas |
| Por nocaute     | 10          | 2          |
| Por finalização | 1           | 0          |
| Por decisão     | 6           | 2          |

| Res.    | Cartel | Oponente         | Método                       | Evento                                     | Data       | Round | Tempo | Local                       | Notas                                      |
| ------- | ------ | ---------------- | ---------------------------- | ------------------------------------------ | ---------- | ----- | ----- | --------------------------- | ------------------------------------------ |
| Derrota | 17-4   | Charles Rosa     | Decisão (dividida)           | UFC Fight Night: Eye vs. Calvillo          | 13/06/2020 | 3     | 5:00  | Las Vegas, Nevada           | Luta nos Leves.                            |
| Derrota | 17–3   | Zubaira Tukhugov | Nocaute técnico (socos)      | UFC Fight Night: Felder vs. Hooker         | 22/02/2020 | 1     | 3:21  | Auckland                    |                                            |
| Derrota | 17–2   | Dan Ige          | Decisão (unânime)            | UFC Fight Night: Moicano vs. Korean Zombie | 22/06/2019 | 3     | 5:00  | Greenville, Carolina do Sul |                                            |
| Vitória | 17–1   | Enrique Barzola  | Decisão (unânime)            | UFC on ESPN: Barboza vs. Gaethje           | 30/03/2019 | 3     | 5:00  | Philadelphia, Pennsylvania  |                                            |
| Vitória | 16–1   | Rick Glenn       | Decisão (unânime)            | The Ultimate Fighter: Heavy Hitters Finale | 30/11/2018 | 3     | 5:00  | Las Vegas, Nevada           |                                            |
| Vitória | 15–1   | Joey Gomez       | Decisão (dividida)           | Dana White's Contender Series 12           | 10/07/2018 | 3     | 5:00  | Las Vegas, Nevada           | Luta nos Leves.                            |
| Vitória | 14–1   | Thanh Le         | Nocaute (socos)              | LFA 40: Aguilar vs. Le                     | 25/05/2018 | 1     | 2:44  | Dallas, Texas               | Defendeu o cinturão peso pena do LFA.      |
| Vitória | 13–1   | Justin Rader     | Decisão (unânime)            | LFA 18: Aguilar vs. Rader                  | 04/08/2017 | 5     | 5:00  | Shawnee, Oklahoma           | Defendeu o cinturão peso pena do LFA.      |
| Vitória | 12–1   | Damon Jackson    | Nocaute (soco)               | LFA 4: Aguilar vs. Jackson                 | 17/02/2017 | 3     | 4:05  | Bossier City, Louisiana     | Ganhou o cinturão peso pena do LFA.        |
| Vitória | 11–1   | Tony Kelley      | Decisão (dividida)           | Legacy FC 57                               | 01/07/2016 | 5     | 5:00  | Bossier City, Louisiana     | Ganhou o cinturão peso pena do Legacy FC.  |
| Vitória | 10–1   | David Bosnick    | Nocaute técnico (socos)      | Legacy FC 49                               | 28/03/2015 | 2     | 2:04  | Bossier City, Louisiana     |                                            |
| Vitória | 9–1    | Alex Black       | Nocaute técnico (socos)      | Legacy FC 39                               | 27/02/2015 | 3     | 3:13  | Houston, Texas              |                                            |
| Derrota | 8–1    | Leonard Garcia   | Nocaute técnico (socos)      | Legacy FC 26                               | 06/12/2013 | 1     | 2:57  | San Antonio, Texas          | Pelo cinturão peso pena vago do Legacy FC. |
| Vitória | 8–0    | Hunter Tucker    | Finalização (chave de braço) | Legacy FC 19                               | 12/04/2013 | 1     | 2:24  | Dallas, Texas               | Volta aos Penas.                           |
| Vitória | 7–0    | Nick Gonzalez    | Decisão (unânime)            | Legacy FC 17                               | 01/02/2013 | 3     | 5:00  | San Antonio, Texas          | Luta nos Leves.                            |
| Vitória | 6–0    | Calvin Miller    | Nocaute técnico (socos)      | Ascend Combat: Mayhem 2                    | 19/05/2012 | 3     | 4:26  | Shreveport, Louisiana       |                                            |
| Vitória | 5–0    | Rey Trujillo     | Nocaute técnico (socos)      | Ascend Combat: Nothing Personal            | 28/03/2012 | 2     | 3:45  | Shreveport, Louisiana       |                                            |
| Vitória | 4–0    | Nate Murdock     | Nocaute técnico (socos)      | Xtreme Fight Night 5                       | 28/05/2011 | 3     | 1:16  | Tulsa, Oklahoma             |                                            |
| Vitória | 3–0    | Ronald Jacobs    | Nocaute técnico (socos)      | FLABBP:Round 3: Night of Champions         | 28/03/2011 | 2     | 2:35  | Gonzales, Louisiana         |                                            |
| Vitória | 2–0    | Matt Hunt        | Nocaute técnico (socos)      | Bellator 36                                | 12/03/2011 | 1     | 3:02  | Shreveport, Louisiana       |                                            |
| Vitória | 1–0    | Chris Shumake    | Nocaute técnico (socos)      | Ascend Combat: Season's Beatings 2         | 03/12/2010 | 1     | 3:28  | Shreveport, Louisiana       |                                            |